# گئورگی دانوف
گئورگی دانوف (بلغاری: Георги Данов؛ زادهٔ ۱۷ اکتبر ۱۹۹۰) بازیکن فوتبال اهل بلغارستان است.